# 福爾摩沙

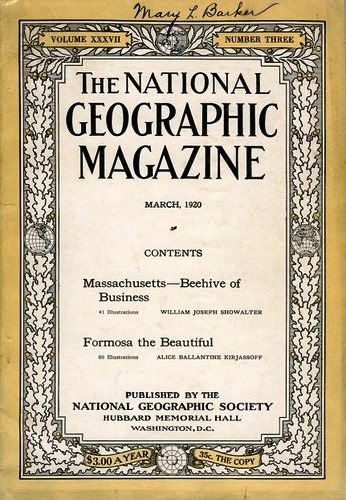
《國家地理雜誌》1920年3月號介紹美麗島－福爾摩沙（臺灣）

福爾摩沙一詞源自自拉丁文及葡萄牙文的，意為「美麗」，也常被寫作福爾摩莎、福摩薩。在15世紀的大航海時代，葡萄牙人在漫長的航行中，將許多新發現的事物起名為福爾摩沙，包括原有的陰性詞，也包括其陽性形式。在國民政府遷台前，福爾摩沙一直是臺灣的國際名稱。據傳在16世紀，當葡萄牙航海者首次發現臺灣時，便說出：（美麗之島），因而得名，當時的西班牙人則將台灣稱為「Hermosa」（艾爾摩沙）。

## 福爾摩沙與臺灣
1704年，法國人撒瑪納札編寫了一部屬於台灣的百科全書《福爾摩沙歷史與地理的描述》，詳細記述了台灣的語言、文化、地理等等，在歐洲的上層社交圈引起轟動，並被翻譯成多國語言刊行。但這本書的所有內容實際上都是由喬治·撒瑪納札自己想像出來的。

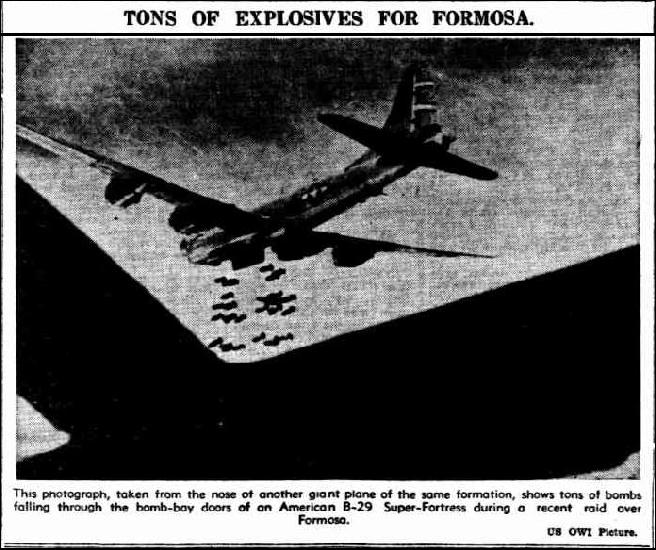
福爾摩沙使用一例：二戰時對台灣被空襲的新聞報導

2017年，由台灣史研究所副研究員翁佳音與編輯黃驗合著的專書《解碼臺灣史 1550-1720 》，指出根據葡萄牙人到亞洲後的史料文獻，裡面記載的福爾摩沙是西北東南向，總長約100公里，但台灣是東北西南向，總長約400至500公里，推測葡萄牙人當時看到的福爾摩沙，極可能是琉球。可以確定的是，於1554年洛波 · 奥梅姆所繪的地圖中，在琉球群島之南，已繪有 I. Fremosa。從海圖研究，當時Formosa並不是台灣，而像台灣北方的南琉球。

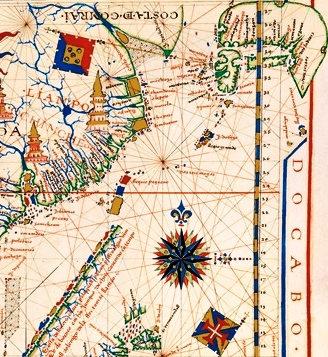
16世紀歐洲的臺灣古地圖，16世紀前的臺灣均被描繪為三塊分開的島嶼

翁佳音認為，目前留存的文獻顯示最早期的葡萄牙人絕大部分指稱臺灣本島為Lequeo pequeño，而葡萄牙人讚嘆台灣為美麗之島的起源，應是來自後人推論的想像。比較確定以福爾摩沙來指稱臺灣是1580年代的西班牙人。當時此名的主要使用者為來自葡萄牙、西班牙及荷蘭。荷蘭東印度公司統治期間，荷屬東印度總督安東尼·范·迪門等亦以此稱呼此地。日治時期一般沿用此名稱，但日語羅馬字「Taiwan」也開始出現；1950年代國民政府遷台後，做為中文羅馬拼音的「Taiwan」使用才愈趨普遍。